# 354-я стрелковая дивизия
354-я стрелковая Калинковичская ордена Ленина Краснознамённая ордена Суворова дивизия (354-я сд) — воинское соединение Вооружённых Сил СССР, принимавшее участие в Великой Отечественной войне.

## История

### 1941 год
Дивизия была сформирована в Пензенской области, на основании директивы ВС ПРИВО № МОУ 1/13726. Начало формирования — 15 августа 1941 года. Формирование дивизии шло в городе Кузнецке, Кузнецком и Сосновоборском районах Пензенской области и завершилось 14 ноября 1941 года. С 12 по 25 ноября 1941 года дивизия дислоцировалась в городе Шумерля Чувашской АССР, где получала вооружение и продолжала занятия по боевой подготовке.
В действующей армии во время Великой Отечественной войны — с 29.11.1941 по 05.02.1943 и с 12.02.1943 по 09.05.1945.
В ноябре 1941 года эшелонами отправлена в Москву, сразу по поступлении в действующую армию 30.11.1941 заняла позиции на Ленинградском шоссе и на северной окраине деревни Крюково от 40-го километра Ленинградского шоссе до «Красного Октября». 30.11.1941, при разгрузке частей дивизии на ст. Сходня, было совершено 11 авианалетов противника, было убито 7, ранено 5 и контужен 1 военнослужащий 354-й сд, при этом ответным огнём батареи 645-го озад был сбит один самолёт и подбито два самолёта противника. 2 декабря дивизия с ожесточёнными боями к исходу дня продвинулась на 2-3 км, овладела населёнными пунктами Большие Ржавки, Савелки и подошла к #перенаправление Матушкино. Противник неоднократно пытался восстановить прежнее положение, но успеха не имел. Дивизия прочно закрепилась на достигнутом рубеже. 09.12.1941 части дивизии овладели деревней Матушкино и вышли на рубеж Чашниково, Алабушево.
К исходу дня 12.12.1941 дивизия вышла к Истринскому водохранилищу. В ночь на 13.12.1941 части дивизии перебрались по льду на западный, сильно укреплённый берег и освободили деревни Армягово и Новосёлово, но утром контратакой противника отброшены на восточный берег. 16.12.1941 штурмовые отряды дивизии опять перебрались по льду на западный берег, просочились в тылы немецких частей и вновь овладели Армяговым и Новосёловым. Воспользовавшись замешательством противника и начавшимся отходом под угрозой окружения, вся дивизия форсировала водохранилище и вытеснила противника из селений Дьяково, Лечищево, Алехново.
24.12.1941 в составе ударной группы 16-й армии дивизия должна была прорвать фронт обороны противника на участке Чертаново, Осташёво и выйти на реку Руза, в дальнейшем — ударом во фланг противнику занять Терехово, Федосьино, отрезая противнику пути отхода на запад и юго-запад. Дивизия, начиная с 24.12.1941 вела тяжёлые наступательные бои, оказавшиеся совершенно безуспешными. В ходе наступления дивизия понесла тяжелейшие потери, все полки дивизии сведены в один сводный батальон.

### 1942 год
На 05.01.1942 в дивизии вместе с приданными 146-й танковой, 40-й и 49-й стрелковыми бригадами оставалось в наличии 377 штыков и 13 танков (из них 3 средних и 10 малых). Наступление на участке дивизии закончилось в середине первой декады января 1942 года. На 07.01.1942 дивизия держала оборону на рубеже: лес 1 километр восточнее Чертаново, лес 1 километр восточнее Кузьминское; вела бои приблизительно на этом рубеже до 15.01.1942. Затем части противника начали отход, дивизия заняла Колышкино, Овинище. 17.01.1942 село Осташёво (тогда центр Осташёвского района Московской области) было освобождено бойцами 1203-го стрелкового полка 354-й стрелковой дивизии. 20.01.1942 дивизия заняла Терехово, Княжево, Игнатково и продолжала наступление главными силами в направлении села Болычево. 24.01.1942 освободила город Поречье, продолжила наступление и вышла на подступы к Гжатску. В начале февраля 1942 вела тяжёлые бои за Акатово, была переброшена на Кострово-Долгиневское направление. С 05.03.1942 по 16.03.1942 дивизия вела тяжелейшие бои за Кострово и Долгинево.
В ходе Ржевско-Сычёвской наступательной операции лета 1942 года наступала с 30.07.1942 из района юго-восточнее Погорелое Городище, в направлении на юго-запад, в полосе действия 2-го гвардейского кавалерийского корпуса в общем направлении на Сычёвку, к 10.08.1942, после форсирования реки Гжать, была остановлена в районе Колокольни на реке Вазуза, где перешла к обороне и отбивала контратаки вражеских войск до 22.08.1942, была вынуждена отойти к Гребенкино, Подъяблонки, Колокольня.
28 июля 169-й минометный полк занял боевой порядок в районе Ивановское-Галахово, поддерживал 354-ю стрелковую дивизию. Полк возглавлял группу АПП, детально разработал план артнаступления и при выполнении задачи разрушил все узлы сопротивления. Дивизия прорвала оборону противника, успешно продвинулась южнее Погорелое Городище и достигла реки Гжать в районе деревень Михалкино, Ярыгино.
С 02.09.1942 дивизия вновь наступала на Бургово, Романово, поддерживаемая 100-й танковой бригадой, продвинулась на некоторое расстояние, однако к 04.09.1942 была вынуждена отойти на исходные позиции.
В ходе 2-й Ржевско-Сычёвской наступательной операции 28.11.1942 была переведена с правого фланга фронта на предмостный плацдарм у Вазузы. С 29.11.1942 будучи приданной 8-му гвардейскому стрелковому корпусу, наступала в районе Жеребцово — Хлепень. Вела тяжёлые наступательные бои до 05.12.1942. Во время атак дивизия была практически разгромлена и была преобразована в «смешанные дивизионные штурмовые отряды», а точнее в единственный штурмовой отряд, готовясь к новому этапу операции и вновь продолжила безуспешно прорывать оборону противника на том же участке.

### 1943 год
В феврале 1943 года выведена в резерв и переброшена на северный фас Курской дуги, в район Комаричи и с конца февраля 1943 в течение всего марта 1943 вела тяжёлые и безуспешные наступательные бои за Комаричи, потеряла почти две трети состава, заняла оборону от Березовца до Марса.
Летом 1943 занимала оборону на Курской дуге в центре её выступа, на направлении главного удара противника не находилась, отражала вспомогательный удар из района Севска. В августе 1943 года переброшена под город Севск, откуда начала своё наступление, находясь на правом фланге армии, имея соседом слева 149-ю стрелковую дивизию, начала наступления, форсируя последовательно реки Сев, Десна, Сож (28.09.1943 на участке Жеребная, Новые Терешковичи), Днепр, пройдя через города или рядом с ними: Севск, Шостка, Новгород-Северский. В октябре 1943 форсировала Днепр в районе Лоева, оттуда начала в ноябре 1943 года наступление в ходе Гомельско-Речицкой операции, вышла на рубеж Озаричи — Паричи.

### 1944 год
В январе 1944 года, принимая участие в Калинковичско-Мозырской операции, наступала из района Озаричи, 14.01.1944 отличилась при освобождении Калинковичей. В течение января 1944 вела бои по ликвидации Озаричской группировки противника, в ходе которых прорвала долговременную оборону немецких войск на реке Ипа в районе Рыловичи, Селижба, продвинулась в глубину немецкой обороны на 11 километров, освободила 15 населённых пунктов и 28.01.1944 вышла в район 300 метров юго-восточнее Виши. В феврале 1944 вела бои в районе Гороховичи и Пружинищи. В марте 1944 вела частные бои в том же районе, освободила из немецкого концлагеря в районе Озаричи до 9 тысяч заключённых. В апреле и мае 1944 г. части дивизии занимали оборону и производили инженерные работы на промежуточном рубеже обороны на восточном берегу реки Виша по рубежу Подмеховщина, Озаричи, Новосёлки и на тыловом рубеже на восточном берегу реки Ипа на рубеже Корени, Кошичи.
C 24.06.1944 в ходе Бобруйской операции наступала в направлении Паричи — Бобруйск, прорвала оборону на рубеже Грабичи, Радин. 29.06.1944 участвовала в освобождении Бобруйска, вела бои в самом городе, захватила железнодорожный вокзал. За 7 дней наступательных боёв дивизия продвинулась в глубину обороны противника на 80 километров, освободила 350 квадратных километров территории с 75 населёнными пунктами, в том числе Бобруйск и районный центр Паричи. Участвовала в разгроме бобруйской группировки, с 01.07.1944 наступала через Барановичи, Слоним, Брест. В ходе наступления вела бои за населённые пункты Узда Минской области, Ляховичи, Пружаны. На 11.07.1944 вела бои близ города Коссово (Брестская область), на 22.07.1944 в районе села Жерчицы (Брестская область). В ходе наступления, дивизия прошла 590 километров боевого пути, освободила более 100 населённых пунктов, в числе которых участвовала в освобождении Барановичей. 17.07.1944 вышла к государственной границе СССР — на Западный Буг в районе южнее Милейчиц.
После перегруппировки, в течение августа 1944 вышла на государственную границу в районе Гранное. Форсировала Западный Буг, прорвала долговременную и глубокоэшелонированную оборону противника, и в конце августа вышла в район Пшийма. За август дивизия прошла боевой путь в 160 километров и заняла 49 населённых пунктов на польской территории.
К 10:00 05.09.1944 всеми силами подошла к Нареву в районе Пултуск — Погожелец, переправилась на плацдарм, захваченный передовыми отрядами дивизии ранним утром того же дня.

Заслуживает внимания организация совместных действий танкистов и стрелков. Так, передовые отряды 354-й стрелковой дивизии (полковник В. Н. Джанджгава) в составе двух стрелковых батальонов майоров М. У. Гамзатова и И. Т. Ищенко были посажены на самоходки и бронемашины 922-го самоходного артиллерийского полка. Ранним утром 5 сентября они совместно с передовыми отрядами танковых бригад 1-го танкового корпуса устремились к Нареву, форсировали его и захватили небольшой плацдарм.

Вступила в бои, наступая на Карневск, 06.09.1944 в полном составе находилась на плацдарме. В течение сентября-октября 1944 года вела тяжелейшие бои на плацдарме, особенно напряжённые в первой декаде октября под Буда-Цепелинска. Только за 04 и 05.10.1944 потеряла убитыми — 945 человек, ранеными — 445 человек. Вела бои на плацдарме вплоть до января 1945, на 19.11.1944 находилась возле населённого пункта Пискорня Мала (13 километров юго-западнее города Пултуск).

### 1945 год
В январе 1945 года перешла в наступление в ходе Восточно-Прусской операции, дивизию поддерживал 922-й самоходно-артиллерийский полк. 26.01.1945 первой из соединений армии подошла к Висле и с ходу захватила плацдарм на левом берегу в районе Нойсас. К 9 часам 27.01.1945 её части расширили плацдарм до 2 километров по фронту и около 500 метров в глубину, но на этом была остановлена сильным сопротивлением, а затем и вообще левым флангом отброшена на правый берег. В начале февраля 1945 года вела бои, наступая с плацдарма, исключая один полк, отброшенный с плацдарма на правый берег и отражавший контрудар на рубеже Скаршево — Сарнау. Ведёт бои за Грауденц.
Затем перешла в наступление в ходе Восточно-Померанской операции, ведёт бои за Сопот, 30.03.1945 года принимала участие в освобождении Данцига.
После перегруппировки заняла позиции в районе южнее Штеттина. На 17.04.1945 находилась разведотрядом на восточном берегу Вест-Одера, обеспечивая наступающую группировку войск армии на подступах к Штеттинскому оборонительному району. 20.04.1945 должен был быть начаться штурм района, но быстро форсировать реку не удалось, части попали под массированный огонь из оборонительного района. Лишь во второй половине дня, 20.04.1945, рота дивизионной разведки (24 воина) по своей инициативе совершила дерзкий бросок через Одер, захватила клочок берега и тем дала возможность одному полку к 20:00 переправиться и закрепиться севернее Сядло-Дольве. 22.04.1945 заняла Пшецлав, и была там остановлена сильным сопротивлением противника. В ходе дальнейшего наступления 28.04.1945 освободила город Пазевальк, 01.05.1945 освободила частью сил город Гриммен.
Закончила войну в Штральзунде, состав дивизии за время войны менялся трижды.
8 июня 1945 года дивизия из района Штральзунд, совершив марш 300 километров, передислоцировалась в город Яроцин, где занималась боевой подготовкой. 3 июля 1945 снова сменила место дислокации на военный городок Штранс (15 км южнее Шпроттау), где находилась до своего расформирования.
На основании распоряжения ВС 65-й армии № ОУ/2/00918 от 20 мая 1946 года 354-я стрелковая дивизия начала расформирование, матчасть и имущество были переданы на армейские склады, личный состав перешёл в 3-ю гвардейскую стрелковую и 10-ю танковые дивизии. 28 июня 1946 года дивизия закончила своё существование.

## Полное название
354-я стрелковая Калинковичская ордена Ленина Краснознамённая ордена Суворова дивизия

## Подчинение
| Дата            | Фронт (округ)             | Армия      | Корпус                  | Примечания |
| --------------- | ------------------------- | ---------- | ----------------------- | ---------- |
| 01.09.1941 года | Приволжский военный округ | -          | -                       | -          |
| 01.10.1941 года | Приволжский военный округ | -          | -                       | -          |
| 01.11.1941 года | Приволжский военный округ | -          | -                       | -          |
| 01.12.1941 года | Западный фронт            | 16-я армия | -                       | -          |
| 01.01.1942 года | Западный фронт            | 16-я армия | -                       | -          |
| 01.02.1942 года | Западный фронт            | 5-я армия  | -                       | -          |
| 01.03.1942 года | Западный фронт            | 5-я армия  | -                       | -          |
| 01.04.1942 года | Западный фронт            | 5-я армия  | -                       | -          |
| 01.05.1942 года | Западный фронт            | 5-я армия  | -                       | -          |
| 01.06.1942 года | Западный фронт            | 5-я армия  | -                       | -          |
| 01.07.1942 года | Западный фронт            | 5-я армия  | -                       | -          |
| 01.08.1942 года | Западный фронт            | 20-я армия | -                       | -          |
| 01.09.1942 года | Западный фронт            | 20-я армия | -                       | -          |
| 01.10.1942 года | Западный фронт            | 31-я армия | -                       | -          |
| 01.11.1942 года | Западный фронт            | 31-я армия | -                       | -          |
| 01.12.1942 года | Западный фронт            | 20-я армия | -                       | -          |
| 01.01.1943 года | Западный фронт            | 20-я армия | -                       | -          |
| 01.02.1943 года | Западный фронт            | -          | -                       | -          |
| 01.03.1943 года | Центральный фронт         | 65-я армия | -                       | -          |
| 01.04.1943 года | Центральный фронт         | 65-я армия | -                       | -          |
| 01.05.1943 года | Центральный фронт         | 65-я армия | -                       | -          |
| 01.06.1943 года | Центральный фронт         | 65-я армия | -                       | -          |
| 01.07.1943 года | Центральный фронт         | 65-я армия | -                       | -          |
| 01.08.1943 года | Центральный фронт         | 65-я армия | -                       | -          |
| 01.09.1943 года | Центральный фронт         | 65-я армия | 18-й стрелковый корпус  | -          |
| 01.10.1943 года | Центральный фронт         | 65-я армия | 19-й стрелковый корпус  | -          |
| 01.11.1943 года | Белорусский фронт         | 65-я армия | 27-й стрелковый корпус  | -          |
| 01.12.1943 года | Белорусский фронт         | 65-я армия | 27-й стрелковый корпус  | -          |
| 01.01.1944 года | Белорусский фронт         | 65-я армия | 27-й стрелковый корпус  | -          |
| 01.02.1944 года | Белорусский фронт         | 65-я армия | 95-й стрелковый корпус  | -          |
| 01.03.1944 года | 1-й Белорусский фронт     | 65-я армия | 105-й стрелковый корпус | -          |
| 01.04.1944 года | 1-й Белорусский фронт     | 65-я армия | 105-й стрелковый корпус | -          |
| 01.05.1944 года | 1-й Белорусский фронт     | 65-я армия | -                       | -          |
| 01.06.1944 года | 1-й Белорусский фронт     | 65-я армия | -                       | -          |
| 01.07.1944 года | 1-й Белорусский фронт     | 65-я армия | 105-й стрелковый корпус | -          |
| 01.08.1944 года | 1-й Белорусский фронт     | 65-я армия | 105-й стрелковый корпус | -          |
| 01.09.1944 года | 1-й Белорусский фронт     | 65-я армия | 105-й стрелковый корпус | -          |
| 01.10.1944 года | 1-й Белорусский фронт     | 65-я армия | 105-й стрелковый корпус | -          |
| 01.11.1944 года | 1-й Белорусский фронт     | 65-я армия | 105-й стрелковый корпус | -          |
| 01.12.1944 года | 2-й Белорусский фронт     | 65-я армия | 105-й стрелковый корпус | -          |
| 01.01.1945 года | 2-й Белорусский фронт     | 65-я армия | 105-й стрелковый корпус | -          |
| 01.02.1945 года | 2-й Белорусский фронт     | 65-я армия | 105-й стрелковый корпус | -          |
| 01.03.1945 года | 2-й Белорусский фронт     | 65-я армия | 105-й стрелковый корпус | -          |
| 01.04.1945 года | 2-й Белорусский фронт     | 65-я армия | 105-й стрелковый корпус | -          |
| 01.05.1945 года | 2-й Белорусский фронт     | 65-я армия | 105-й стрелковый корпус | -          |

## Состав
- 1199-й стрелковый полк
- 1201-й стрелковый полк
- 1203-й стрелковый полк
- 921-й артиллерийский полк
- 412-й миномётный дивизион (с 25.01.1942 до 01.06.1942)
- 307-я зенитная батарея (645-й отдельный зенитный артиллерийский дивизион) (до 20.10.1942)
- 274-й отдельный истребительно-противотанковый дивизион (с 19.01.1942)
- 420-я отдельная разведывательная рота
- 476-й отдельный сапёрный батальон
- 809-й отдельный ордена Александра Невского батальон связи (809-я отдельная рота связи)
- 443-й медико-санитарный батальон
- 436-я отдельная рота химической защиты
- 473-я автотранспортная рота
- 212-й полевой автохлебозавод
- 778-й дивизионный ветеринарный лазарет
- 355-я полевая почтовая станция
- 788-я полевая касса Госбанка[1]
- 257-я отдельная штрафная рота 65-й армии (в период нахождения в составе армии)

Перечень № 5 Стрелковых, горнострелковых, мотострелковых и моторизованных дивизий, входивших в состав действующей армии в годы Великой Отечественной войны 1941—1945 гг. / А. П. Покровский. — М.: Министерство обороны, 1956. — 218 с.

## Командиры
- Алексеев, Дмитрий Фёдорович (01.09.1941 — 17.10.1943), полковник, с 19.05.1943 генерал-майор;
- Фурт Порфирий Сергеевич (18.10.1943 — 21.11.1943), генерал-майор;
- Алексеев, Дмитрий Фёдорович (22.11.1943 — 27.12.1943), генерал-майор;
- Крымский, Николай Алексеевич (28.12.1943 — 13.02.1944), полковник;
- Смирнов Николай Васильевич (14.02.1944 — 10.04.1944), полковник;
- Вдовин, Сергей Андреевич (15.04.1944 — 28.06.1944), полковник;
- Джанджгава Владимир Николаевич (29.06.1944 — февраль 1946), полковник, с 02.11.1944 генерал-майор;
- Гребёнкин, Фёдор Алексеевич (01.03.1946 — 28.06.1946), гвардии полковник.

## Награды и наименования
| Награда (наименование)                 | Дата и кем награждена                                       | За что награждена |
| -------------------------------------- | ----------------------------------------------------------- | --- |
| Почётное наименование «Калинковичская» | Приказ Верховного Главнокомандующего от 14 января 1944 года | В ознаменование одержанной победы и отличие в боях за освобождение города Калинковичи. |
| Орден Красного Знамени                 | Указ Президиума Верховного Совета СССР от 5 июля 1944 года  | За успешное выполнение заданий командования в боях с немецкими захватчиками, за освобождение города и крупной железнодорожной станцией Бобруйск и проявленные при этом доблесть и мужество. |
| Орден Суворова II степени              | Указ Президиума Верховного Совета СССР от 27 июля 1944 года | За образцовое выполнение заданий командования в боях с немецкими захватчиками, за освобождение города Барановичи и проявленные при этом доблесть и мужество.                                |
| Орден Ленина                           | Указ Президиума Верховного Совета СССР от 4 июня 1945 года  | За образцовое выполнение заданий командования в боях с немецкими захватчиками при взятии городов Анклам, Фридланд, Нойбранденбург, Лихен и проявленные при этом доблесть и мужество.        |

Награды частей дивизии:
- 1199-й стрелковый Плоньский Краснознамённый[6] ордена Кутузова[7] полк
- 1201-й стрелковый Гданьский орденов Суворова[8] и Александра Невского[9] полк
- 1203-й стрелковый Краснознамённый[6] ордена Кутузова[7] полк
- 921-й артиллерийский Плоньский Краснознамённый[10] ордена Суворова[11] полк
- 274-й отдельный истребительно-противотанковый Штеттинский[12] ордена Суворова[6] дивизион
- 476-й отдельный сапёрный орденов Суворова[8] и Александра Невского[6] батальон
- 809-й отдельный ордена Александра Невского[6] батальон связи

## Отличившиеся воины дивизии
| Награда                    | Ф. И. О.                        | Должность                                                    | Звание          | Дата награждения                 | Примечания                                                                     |
| -------------------------- | ------------------------------- | ------------------------------------------------------------ | --------------- | -------------------------------- | ------------------------------------------------------------------------------ |
|                            | Алисов, Василий Алексеевич      | стрелок 1-го стрелкового батальона 1201-го стрелкового полка | ефрейтор        | 24.03.1945                       |                                                                                |
| Герой Российской Федерации | Гамзатов, Магомед Усманович     | командир стрелкового батальона 1203-го стрелкового полка     | майор           | 21.07.1997                       | был представлен к званию ГСС в 1944 году                                       |
|                            | Григорьев, Николай Михайлович   | Командир отделения 1203-го стрелкового полка                 | младший сержант | 24.03.1945                       |                                                                                |
|                            | Джанджгава, Владимир Николаевич | командир дивизии                                             | генерал-майор   | 29.05.1945                       |                                                                                |
|                            | Жогов, Семён Григорьевич        | разведчик, комсорг сводного кавалерийского эскадрона         | ефрейтор        | 20.04.1945                       | Награждён за форсирование Одера, при захвате и последующем удержании плацдарма |
|                            | Канцев, Георгий Фёдорович       | помощник командира взвода 1199-го стрелкового полка          | старшина        | 24.03.1945                       |                                                                                |
|                            | Маслаков, Иван Васильевич       | стрелок 1203-го стрелкового полка                            | красноармеец    | 24.03.1945                       |                                                                                |
|                            | Павлов, Михаил Никитович        | командир 1203-го стрелкового полка                           | подполковник    | 24.03.1945                       |                                                                                |
|                            | Чижиков, Фёдор Семёнович        | Разведчик 420-й отдельной разведывательной роты              | красноармеец    | 19.08.1944 28.09.1944 24.03.1945 |                                                                                |

## Увековечение памяти
- Памятник в селе Бужарово Истринского района Московской области (1995).
- Памятный знак из гранитной глыбы, привезённой из Пензы, рядом с Ленинградским шоссе, в начале Панфиловского проспекта, возле знака «Рубеж-41» (1991).
- Памятный камень в парке в честь воинов 354 стрелковой дивизии на территории Пензенской таможни (г. Пенза, ул. Аустрина, 160) (2000).
- Имя дивизии присвоено средней общеобразовательной школе № 49 г. Пензы (2009)[16].
- Имя дивизии присвоено средней общеобразовательной школе № 14 города Кузнецка Пензенской области (2016)[17].

- Дивизии посвящён музей школы № 617 г. Зеленограда. Самой школе присвоено имя генерал-полковника Д. Ф. Алексеева — первого командира 354-й стрелковой дивизии[18].
- Именем дивизии названы улицы в городе Пензе и в городе Кузнецке Пензенской области.
- Памятник на месте формирования соединения на станции Селикса (Пензенская область).
- Памятник «Памяти отца Прыгунова И. Е., рядового 1199 с.п. 354 с.д. и его боевых товарищей, павших на этом поле. 1941—1943 гг.» в районе села Долгинево под Гжатском.